# El Provencio
El Provencio är en ort i Spanien.   Den ligger i provinsen Provincia de Cuenca och regionen Kastilien-La Mancha, i den centrala delen av landet, 150 km sydost om huvudstaden Madrid. El Provencio ligger 703 meter över havet och antalet invånare är 2 668.
Terrängen runt El Provencio är platt.Runt El Provencio är det ganska glesbefolkat, med 24 invånare per kvadratkilometer. Närmaste större samhälle är Villarrobledo, 12,1 km söder om El Provencio. Trakten runt El Provencio består till största delen av jordbruksmark.